# Oerel
Oerel település Németországban, azon belül Alsó-Szászország tartományban. Lakosainak száma 1932 fő (2023. december 31.). Oerel Bremervörde és Gnarrenburg községekkel határos.

## Népesség
A település népességének változása:
| Lakosok száma | 1869 | 1882 | 1832 | 1860 | 1926 | 1932 |
|               | 2016 | 2017 | 2019 | 2021 | 2022 | 2023 |